# Маковецкое
Маковецкое (укр. Маковецьке) — село, входит в Белоцерковский район Киевской области Украины.
Население по переписи 2001 года составляло 8 человек. Почтовый индекс — 09543. Телефонный код — 4566. Занимает площадь 0,228 км². Код КОАТУУ — 3224481902.

## Местный совет
09543, Київська обл., Білоцерковський р-н, с.Ківшовата